# Onze-Lieve-Vrouw Maagd der Armenkerk (Hoensbroek)
De Onze-Lieve-Vrouw Maagd der Armenkerk is een voormalige parochiekerk gelegen aan Zandbergsweg 26 in de Hoensbroekse wijk Maria-Gewanden.

## Geschiedenis
In 1940 werd een volksretraite in de toenmalige mijnwerkerskolonie De Steenberg gehouden, en daaruit ontstond de wens om tot een eigen kapel te komen. Men kerkte aanvankelijk in een lokaal van een kleuterschool, dat echter veel te klein was en veel mensen moesten buiten blijven staan. Gevreesd werd door de zielzorgers voor geloofsafval, mede gezien de aanzienlijke aanhang van socialisme en communisme onder de mijnwerkers. Dit speelde niet alleen bij de geestelijken, doch ook bij de directie van Staatsmijn Emma. Daarnaast diende ook de kleuterschool te worden uitgebreid.
In 1947 werd De Steenberg, nu Maria-Gewanden genaamd, tot parochie verheven. In 1949 werd bouwgrond van de mijn gekocht, en een der architecten van de mijn, A. Akkermans, maakte het ontwerp voor de kerk. De kerk was einde 1949 al gereed.
In 1950 werd in de kerk een schildering van de Zwarte Madonna van Częstochowa aangebracht, wat de kerk ook tot bedevaartsoord voor de Poolse katholieken in de streek maakte. In 1957 werd nog een ronde stalen klokkenstoel aangebracht.
De kerk werd echter in 2010 aan de eredienst onttrokken. In 2013 werd het gebouw op de gemeentelijke monumentenlijst geplaatst. In 2017 werd de voormalige kerk verkocht en ingericht als religieus beeldenmuseum.

## Gebouw
Het betreft een klein, wit geschilderd zaalkerkje onder zadeldak met steunberen en spitsboogramen. De voorgevel draagt een kleine klokkengevel. De voorbouw heeft een lessenaardak en een ingangsportaal met een puntgeveltje dat lijkt op de voorgevel. Ook het interieur is wit geschilderd, behalve de zware open houten zoldering.
H. Filott ontwierp drie glas-in-loodramen, het middelste toont Maria die als Maagd der armen verschijnt aan Mariette Beco, en links en rechts zijn arbeidersgezinnen afgebeeld die tot Maria bidden.